# District de Kodama
Le district de Kodama (児玉郡, Kodama-gun) est un district situé dans la préfecture de Saitama, au Japon.

## Géographie

### Démographie
Au 1er novembre 2013, la population du district de Kodama était de 56 371 habitants répartis sur une superficie de 110,11 km2.

### Divisions administratives
Le district de Kodama est constitué de trois bourgs : Kamikawa, Kamisato et Misato.